# Katherine Bates
Katherine "Kate" Bates (Sydney, 18 de maig de 1982) era una ciclista australiana que va destacar en la pista, encara que també competia en carretera. Va guanyar set medalles, una d'elles d'or, als Campionats del Món en pista. Va obtenir també grans èxits als Jocs de la Commonwealth i als Campionats d'Oceania.
La seva germana Nathalie també es dedicà al ciclisme.

## Palmarès en pista
- 2002
  - Medalla d'or als Jocs de la Commonwealth en Puntuació
- 2005
  -  Campiona d'Austràlia en Persecució
  -  Campiona d'Austràlia en Puntuació
  -  Campiona d'Austràlia en Scratch
- 2006
  - Medalla d'or als Jocs de la Commonwealth en Puntuació
  -  Campiona d'Austràlia en Puntuació
  -  Campiona d'Austràlia en Scratch
- 2007
  -  Campiona del món en Puntuació
- 2010
  - Campiona d'Oceania en Scratch
  - Campiona d'Oceania en Persecució per equips (amb Sarah Kent i Josephine Tomic)

### Resultats a laCopa del Món en pista
- 2001
  - 1a a la Classificació general, en Puntuació
- 2003
  - 1a a Moscou, en Persecució
- 2004
  - 1a a Manchester, en Persecució
  - 1a a Manchester, en Puntuació
- 2004-2005
  - 1a a la Classificació general i a la prova de Manchester, en Scratch
  - 1a a Manchester, en Persecució
  - 1a a Manchester, en Puntuació
- 2005-2006
  - 1a a Manchester, en Persecució
- 2006-2007
  - 1a a Sydney, en Puntuació
- 2010-2011
  - 1a a Melbourne, en Persecució per equips

## Palmarès en ruta
- 2004
  - Vencedora d'una etapa a la Volta a Castella i Lleó
- 2006
  -  Campiona d'Austràlia en ruta
  - Vencedora d'una etapa al Tour del Gran Mont-real
  - Vencedora d'una etapa al Tour de l'Euregio Ladies Tour
  - Vencedora d'una etapa al Tour del Bay Classic
- 2007
  - 1a al Bay Classic i vencedora de 2 etapes
- 2008
  - Vencedora d'una etapa al Tour del Bay Classic